# فورتي اف جي01-95
- إن سيارة فورتي اف جي01-95 هي أول سيارة فورمولا 1 رسمت من طرف الرسام الإطالي  فورتي كروس في إطار أول مشاركة في بطولة العالم لسباقات الفورمولا واحد موسم 1995 وقام السائق البرازيلي بدرو دينيز و زميله في الفريق روبرتو مورينو بقيادة السيارة السائقان كانو قد شاركو  في أخر موسم لفورمولا 1 في موسم 1992 في سيارة الرسام الإطالي اندريا مودا فورمولا .[1][2][3]
- يتبع